# Vladimír Vavřínek
Vladimír Vavřínek (ur. 5 sierpnia 1930 w Hradcu Králové, zm. 14 sierpnia 2024) – czeski historyk, bizantynolog.
W latach 1949–1953 studiował historię i filologię klasyczną na Wydziale Filozoficznym Uniwersytetu Karola w Pradze. Od 1956 roku pracownik Instytutu Historii Czechosłowackiej Akademii Nauk. Zajmował się stosunkami pomiędzy Bizancjum a Słowianami.

## Wybrane publikacje
- Církevní misie v dějinách Velké Moravy, Praha: Lidová demokracie 1963.
- Staroslověnské životy Konstantina a Metoděje, Praha: ČSAV 1963.
- Alexandr Veliký, Praha: Svoboda 1967.
- Dějiny Byzance, Praha: Academia 1992, ISBN 80-200-0454-8.
- Encyklopedie Byzance, Praha: Libri - Slovanský ústav AV ČR 2011, ISBN 978-80-7277-485-2.
- Cyril a Metoděj mezi Konstantinopolí a Římem, Praha: Vyšehrad 2013, ISBN 978-80-7429-344-3.